# Zdeněk Jarkovský
Zdeněk Jarkovský (* 3. Oktober 1918 in Neubidschow, damals Österreich-Ungarn; † 8. November 1948 über dem Ärmelkanal) war ein tschechischer Eishockeytorwart. Mit der tschechoslowakischen Nationalmannschaft gewann er die Silbermedaille bei den Olympischen Winterspielen 1948 sowie die Goldmedaille bei der Eishockey-Weltmeisterschaft 1947.

## Karriere
Zdeněk Jarkovský begann seine Karriere in seiner Heimatstadt beim SK Nový Bydžov. Ende der 1930er Jahre zog er nach Prag, um dort zu studieren. Nach der Schließung aller tschechischen Hochschulen durch die deutschen Besatzer 1939 spielte er für den HO Karlín, bei dem seine Hochschulmannschaft untergekommen war. Bei einem Turnier kurz vor Weihnachten 1939 wurde er durch Spieler des I. ČLTK Prag, dessen Stammtorhüter Jiří Hertl zuvor zum Stadtrivalen LTC Prag gewechselt war, entdeckt.
Ab 1940 spielte er für den I. ČLTK und gewann mit diesem 1941 die Meisterschaft des Protektorats Böhmen und Mähren. Nach dem Ende des Zweiten Weltkriegs wurde er dreimal Vizemeister, jeweils hinter dem LTC.
Daneben war er auch in der tschechoslowakischen Nationalmannschaft aktiv und debütierte am 19. Januar 1946 für die Tschechoslowakei in einem Spiel gegen die Schweiz. Bei der Weltmeisterschaft 1947 in Prag wurde er in einem Spiel eingesetzt und wurde Weltmeister. Ein Jahr später, bei den Olympischen Winterspielen 1948, wurde er zweimal eingesetzt und gewann die Silbermedaille. Insgesamt kam er auf sieben Länderspiele für die Tschechoslowakei.
Jarkovský starb 1948 bei einem Flugunfall über dem Ärmelkanal, als er mit fünf weiteren Spielern nach London unterwegs war. Das gecharterte Kleinflugzeug des Typs Beechcraft 18 der Escadrille Mercure Taxis Aeriens (Luftfahrzeugkennzeichen F-BGAF) verunglückte bei widrigem Wetter im Ärmelkanal, wobei außer diesen sechs Passagieren auch die zwei Besatzungsmitglieder umkamen.